# Les Chroniques de la guerre de Lodoss
Pour les articles homonymes, voir Chroniques de la guerre de Lodoss (homonymie).
Les Chroniques de la guerre de Lodoss (ロードス島戦記, Lodoss tō senki, lit. « Chronique de guerre de l'île Lodoss ») est une série de romans de fantasy écrite en japonais par Ryō Mizuno (en) se déroulant dans le monde de Lodoss.
Inspiré du jeu de rôle Donjons et Dragons ou encore de l'œuvre de J. R. R. Tolkien, Lodoss est un monde imaginaire où s'affrontent le Bien et le Mal et où sont représentés des éléments « typiques » de l'heroic fantasy ou de la high fantasy tels que la présence de la magie, des races non humaines et de l'intrigue manichéenne.
Plusieurs adaptations en jeu vidéo, anime et manga ont été réalisées, dont certaines adaptées en français.
Le nom « Lodoss » ressemble par hasard à la transcription phonétique de l'île de Rhodes en katakana.

## Romans
- Ryo Mizuno, Chroniques de la guerre de Lodoss, vol. 1 : La Sorcière grise, Calmann-Lévy/Kazé, 2006 (première parution en 1988), 237 p. (ISBN 2-7021-3653-2, présentation en ligne, lire en ligne)
- Ryo Mizuno, Chroniques de la guerre de Lodoss, vol. 2 : Le démon des flammes, Calmann-Lévy/Kazé, 2007 (première parution en 1989), 231 p. (ISBN 2-7021-3658-3, présentation en ligne, lire en ligne)
- Ryo Mizuno, Chroniques de la guerre de Lodoss, vol. 3 : Le sceptre de domination, Calmann-Lévy/Kazé, 2007 (première parution en 1989), 154 p. (ISBN 2-7021-3659-1, présentation en ligne)
- Ryo Mizuno, Chroniques de la guerre de Lodoss, vol. 4 : La montagne du dragon de feu, Calmann-Lévy/Kazé, 2009 (première parution en 1990), 240 p., broché, 154x240--> (ISBN 2-7021-3660-5, présentation en ligne)

### Correspondance avec les adaptations
- Tome 1 - La Sorcière grise : manga du même nom et les huit premières OAV.
- Tome 2 - Le Démon des flammes : manga du même nom.
- Tomes 3 & 4 : les 13 épisodes de la série d'OAV

## Mangas
- The Grey Witch (灰色の魔女 Haiiro no Majo) : 3 volumes, dessins de Yoshihiko Ochi.
- The Fire Demon (炎の魔神 Honō no Majin) : 2 volumes.
- Lodoss, la dame de Falis (ファリスの聖女 Farisu no Seijo) : 2 volumes, dessins de Akihiro Yamada.
- Chronicles of the Heroic Knight (英雄騎士伝 Eiyū Senshi-den) : 6 volumes, dessins de Masato Natsumoto.
- Welcome to Lodoss Island (ようこそロードス島へ！ Yōkoso Rōdosu-tō e!) : 3 volumes.
- Deedlit's Tale (ディードリット物語 Dīdoritto Monogatari) : 2 volumes, dessins de Setsuko Yoneyama.
- Legend of Crystania.

## OAV
Les Chroniques de la guerre de Lodoss (ロードス島戦記 - Lodoss tō senki) est un anime japonais en 13 OAV de 30 minutes, produit par le Studio Madhouse de 1990 à 1991 et basé sur les romans de Ryō Mizuno (en). Les OAV sortent en France dès le 21 septembre 1994 chez Kazé, leur première OAV éditée.

### Synopsis
Un groupe constitué de Parn le chevalier, Deedlit (ou Dido) la haute-elfe, Ghim le nain, Woodchuck le voleur, Slayne le sorcier et Eto le prêtre, essaie de contrecarrer les projets de la sorcière Karla (qui est aveuglée par sa soif d'équité entre le Bien et le Mal) et surtout de Vagnard, possédé par la Déesse du Mal, Kardis, et qui tente de la ressusciter. 

### Fiche technique
- Titre original : Lodoss tō senki (ロードス島戦記)
- Genre : Heroic Fantasy / High Fantasy
- Studio d'animation : Studio Madhouse
- Auteur : Ryō Mizuno (en), Hitoshi Yasuda (均 安田?)
- Scénario : Mami Watanabe (麻美 渡辺?)
- Réalisation : Akinori Nagaoka (昭典 永丘?)
- Character concept, illustrations : Yutaka Izubuchi (出渕 裕)
- Character design : Nobuteru Yūki (信輝 結城?), Yutaka Minowa (豊 箕輪?)
- Musique : Mitsuo Hagita (光男 萩田?)
- Direction artistique : Hidetoshi Kaneko (英俊 金子?)
- Nombre d'épisodes : 13
- Durée d'un épisode: 30 minutes

#### Musiques
Adèsso e Fortuna~honoo to eien~ (Opening)
- Titre original : Adesso e Fortuna～炎と永遠～ (signifie Présent et Chance~Flammes et Éternité~, titre en partie italien et en partie japonais)
- Paroles et composition : Akino Arai (昭乃 新居?)
- Arrangement : Mitsuo Hagita
- Chanté par : Sherry (qui s'est depuis lancée dans une carrière dans la chanson sous le nom de Kato Izumi 加藤いづみ)

Kaze no fantajia (Ending)
- Titre original: 風のファンタジア (signifie Fantaisie du vent, de l'it. fantasia)
- Paroles et composition : Kaoru Itō (薫 伊藤?)
- Arrangement : Mitsuo Hagita
- Chanté par : Sherry (qui s'est depuis lancée dans une carrière dans la chanson sous son nom de naissance, Kato Izumi 加藤いづみ)

### Plagiat
Il est possible que certaines des musiques de Mitsuo Hagita dans cette série soient issue d'autres musiques de films. 

#### Doublage (Seiyū)
| Personnage      | Voix japonaise      | Voix française    |
| --------------- | ------------------- | ----------------- |
| Parn            | Takeshi Kusao       | Arnaud Arbessier  |
| Deedlit         | Yumi Tōma           | Christine Paris   |
|                 |                     |                   |
| Slayne          | Hideyuki Tanaka     | Bernard Jung      |
| Eto             | Kappei Yamaguchi    | Cyrille Artaux    |
| Woodchuck       | Norio Wakamoto      | Philippe Roullier |
| Karla           | Yoshiko Sakakibara  | Colette Noël      |
| Ghim            | Yoshisada Sakaguchi | Gérard Boucaron   |
|                 |                     |                   |
| Ashram          | Akira Kamiya        | Gérard Rouzier    |
| Sheeris         | Minami Takayama     | Laurence Bréheret |
| Fianna          | Rei Sakuma          |                   |
| Roi Fawn        | Osamu Saka          | Gérard Boucaron   |
| Roi Beld        | Tarō Ishida         | Philippe Roullier |
| Laira           | Yoshiko Sakakibara  | Colette Noël      |
| Pirotess        | Sakiko Tamagawa     | Christine Paris   |
| Orson           | Sho Hayami          | Olivier Korol     |
| Seigneur Kashew | Shūichi Ikeda       | Michel Rimbault   |
| Vagnard         | Takeshi Aono        | Michel Tureau     |
| Wort            | Tamio Ooki          |                   |
| Neese           |                     | Dominique Lelong  |
| Jaibra          | Tesshō Genda        | Yann Pichon       |

## Série TV
Les Chroniques de la guerre de Lodoss - La Légende du Chevalier Héroïque (ロードス島戦記-英雄騎士伝- - Lodoss tō senki - eiyū kishi den) est une série télévisée d'animation japonaise en 27 épisodes de 20 minutes, créée en 1998 d'après le manga éponyme de Ryō Mizuno. Elle a été distribuée par Kazé sur le marché français à partir de 2002, sous forme de 6 DVD. 
On y retrouve la plupart des principaux protagonistes. La série débute cinq années après la mort de Ghim, racontant une histoire alternative à l'OAV. Dix années s'écoulent entre les épisodes 8 et 9, où les nouveaux personnages émergent véritablement. La trame reste identique, à savoir, derrière les éternels conflits entre Marmo et le reste de l'île, la menace de résurrection de Kardis, la déesse de la destruction. Chaque épisode est suivi d'une courte séquence animée reprenant les personnages de la série mais en Super deformed (SD).

### Synopsis
Cinq années se sont écoulées depuis le décès de Ghim. Mais le Mal ne renonce jamais...

### Fiche technique
- Titre original : Lodoss tō senki - eiyū kishi den
- Genre : Heroic Fantasy
- Maison de production : Studio AIC
- Auteur : Rei Hyakuyashiki, Ryō Mizuno, Masato Natsumoto
- Scénario : Katsumi Hasegawa
- Réalisation : Yoshihiro Takamoto
- Directeur artistique : Toshihisa Koyama
- Chara Designer : Toshiko Sasaki, Kazuiro Soeta, Azumano Takashi
- Color design : Tsukasa Sugimori
- Musique : Kaoru Wada

#### Musiques
- Maaya Sakamoto (OP : Kiseki no umi)
- Chie Ishibashi (ED : Hikari no suashi)

#### Doublage (Seiyū)
- Narrateur : Philippe Valmont
- Parn : Taric Mehani puis Olivier Korol
- Deedlit : Isabelle Volpé

### Liste des épisodes
1. Le Chevalier libre...Une nouvelle légende commence (The Free Knight... A New Legend Begins)
2. Le Gardien de l'histoire oubliée (Dragon... The Guardian of the Lost History)
3. Le Héros si longtemps attendu (King... The Long Sought Hero)
4. Le Navire de l'ambition obscure (Pirates... The Ship of Dark Ambition)
5. L'Épée du démon (Demon Sword... The Power to Crush Souls)
6. Les Cicatrices rouvertes (Heart... Scars Reborn)
7. Une bonne âme s'en est allée (Death... A Gentle Heart Passes On)
8. Le Sceptre de la domination (The Scepter of Domination... The Dream of a United Lodoss)
9. Le Jeune Chevalier (The Young Knight... Tested Strength)
10. En mission (Recovery... A Mission Assigned)
11. Une fille guidée par les Dieux (Light... A Girl Guided by the Gods)
12. À la poursuite de l'ombre obscure (Going to War... Pursuing a Dark Shadow)
13. Cauchemars (Nightmare... The Creeping Dark Power)
14. La vérité éclate (Doorway... TheTruth Proclaimed)
15. Réunion avec le chevalier noir (An Old Enemy... Reunion with the Black Knight)
16. La Ville sainte (The Holy City... Pursuing a Clue)
17. Décision (Decision... An Option Compelled)
18. Le premier chemin continue (Mission... The Path One Follows)
19. Réunion (Reunion... In a Distant War-Torn Land)
20. Contre-attaque (Counterattack... The Stolen Last Hope)
21. Un pas vers le futur (A Step Towards the Future)
22. Libération (Liberation... A Path Opened)
23. L'Île sombre de la terreur (Landing... The Terrifying Dark Island)
24. Le Sorcier (The Witch... The One who Maintains the Balance of Power)
25. Conclusion (Conclusion... The Black Knight's Option)
26. Destruction (Destruction... The Evil God Released)
27. La Naissance d'un nouveau chevalier (Hero... The Birth of a New Knight)

## La Légende de Crystania
- 1995 :
- 1996 :  (3 OAV de 45 min)

## Produits dérivés

### Jeux vidéo
- Record of Lodoss War: The War of Heroes, jeu de rôle sur Mega-CD (1994)
- Record of Lodoss War: Advent of Cardice, jeu de rôle sur Dreamcast (2000)
- Record of Lodoss War: Deedlit in Wonder Labyrinth, Metroidvania sur Microsoft Windows (2021)

### Jeux de rôle
- Le jeu de rôle officiel n'est jamais paru en français.
- Il existait également un jeu de rôle non officiel, publié par Meta-Earth[réf. nécessaire], et un autre, La Légende de Crystania.